# Ведено
Ведено́ (чечен. Ведана) — село в Чеченской Республике. Административный центр Веденского района.
Образует муниципальное образование «Веденское сельское поселение».

## Этимология
Чеченское название села — Ведана — переводится как «равнина».

## География
Село расположено в центральной части Веденского района, в междуречье рек Хулхулау и Ахкичу, в 67 км к юго-востоку от города Грозный.
Ведено фактически слился с селением Октябрьское на северо-западе и с Дышне-Ведено на юго-востоке. Другие ближайшие населённые пункты: Нефтянка на юго-западе, Эшилхатой на западе и Эрсеной на северо-востоке.
Средние высоты на территории села составляют около 767 метров над уровнем моря. На юге над селением возвышается хребет Хорочь, с одноимённой вершиной.
Климат влажный умеренный и обуславливается близостью Главного Кавказского хребта. К юго-западу от села находится гора Горго-Ирзоу. Среднегодовая температура воздуха составляет +9,0 °С, и колеблется от средних +21,5 °С в июле, до средних −4,0 °С в январе. Среднегодовое количество осадков составляет около 600 мм.

## История

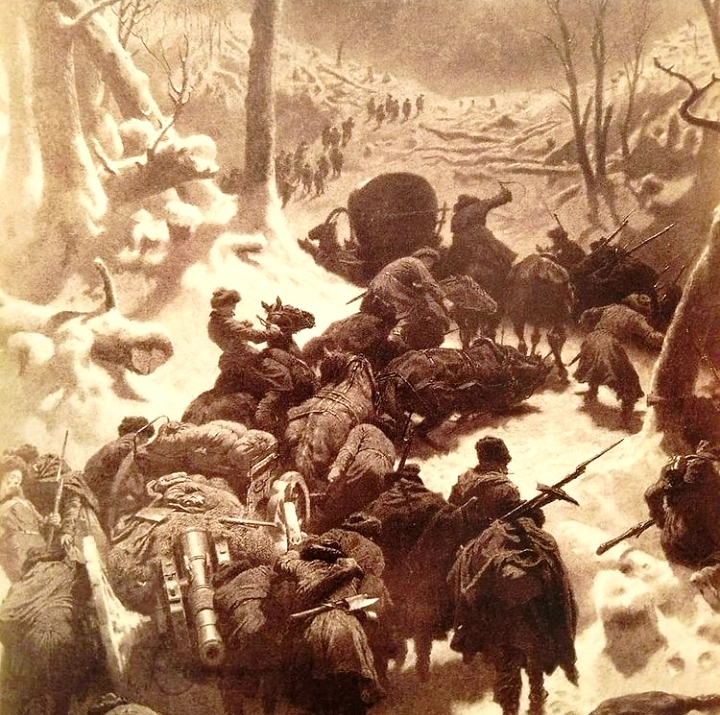
Зимняя экспедиция к аулу Ведено. Теодор Горшельт (1859)

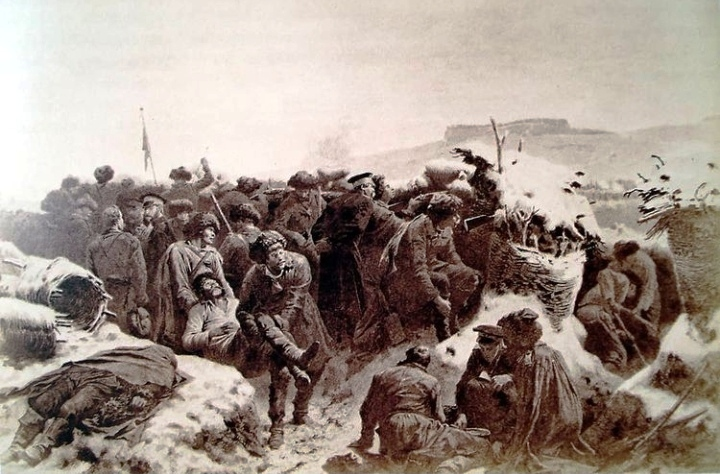
Теодор Горшельт. Осада аула Веденя (Куринский полк) 1859

В середине XIX века являлась последней столицей Северо-Кавказского имамата — теократического исламского государства, существовавшего на территории Дагестана и Чечни в 1829—1859 годах.

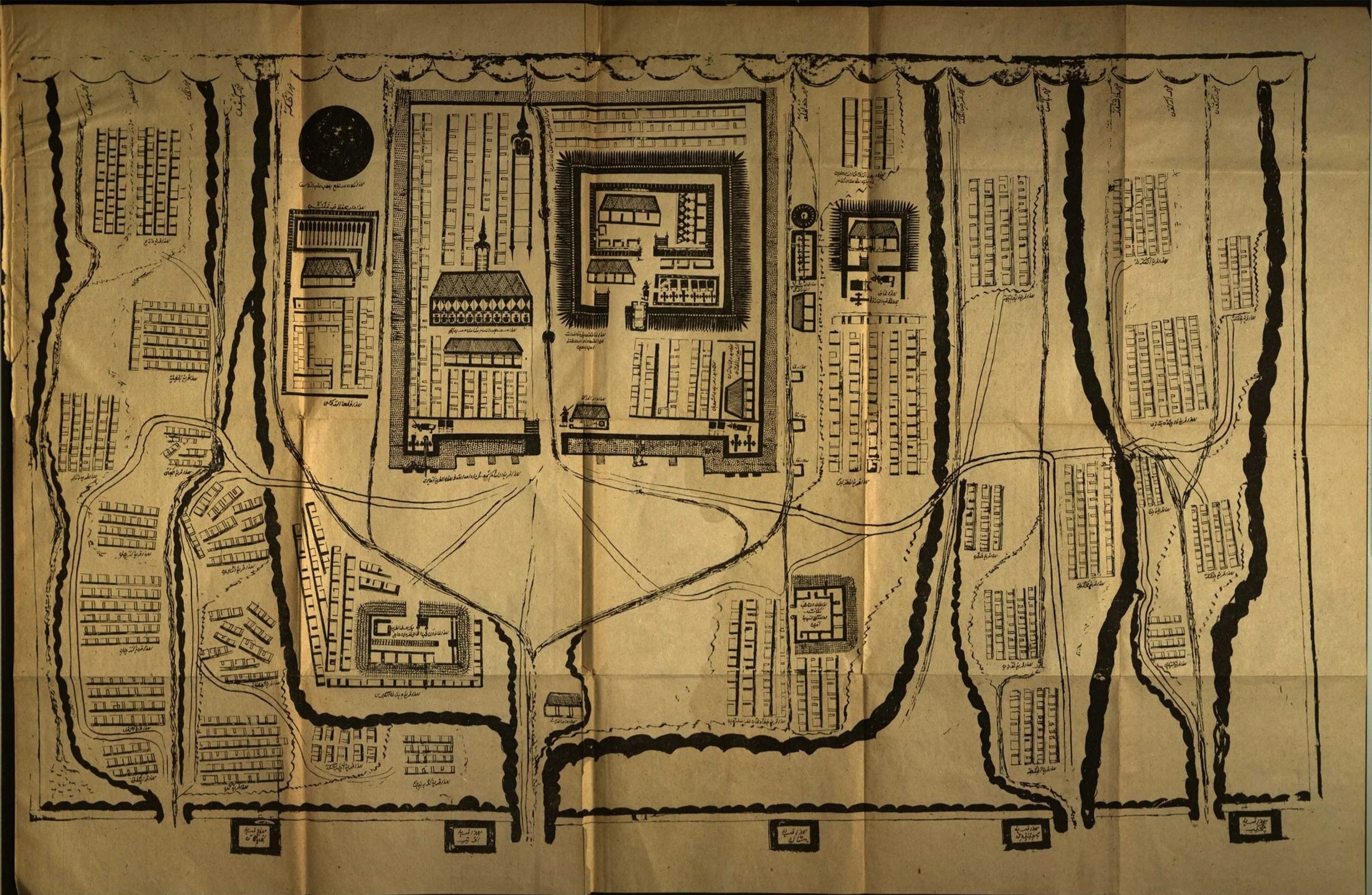
Карта-схема Ведено чеченского картографа Сафарова Юсуф-Хаджи.

1 апреля 1859 года в ходе Кавказской войны, аул Ведено был взят штурмом русскими войсками. В селе была построена крепость.

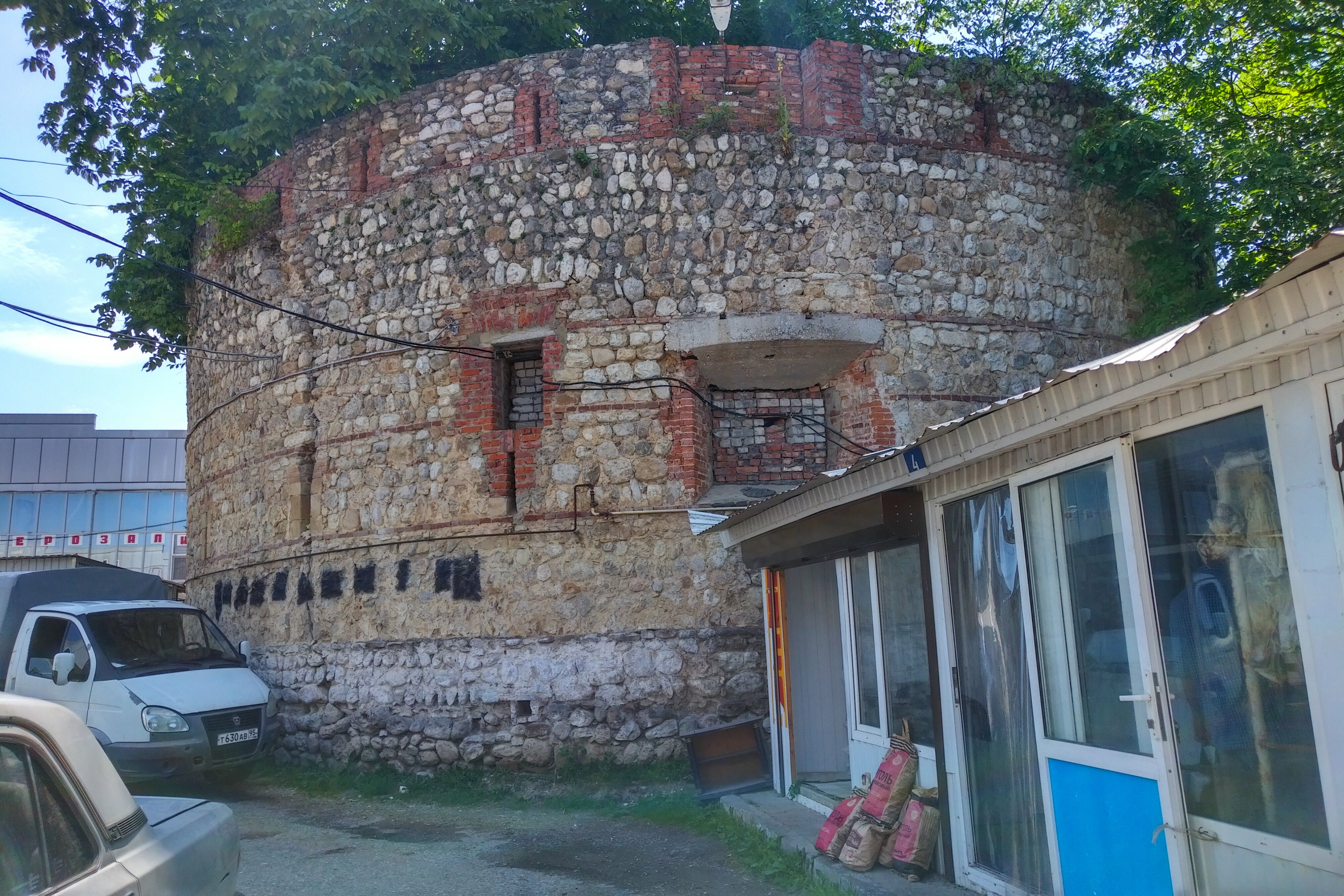
Ведено. Крепость XIX века.

С сентября 1919 года по март 1920 года являлась столицей Северо-Кавказского эмирата — исламского государства, провозглашённого на территории Чечни и Западного Дагестана аварским шейхом Узун-Хаджи, который с небольшим отрядом занял аул, закрепился в нём и объявил войну Деникину. В Ведено печатались деньги для эмирата. Бумага использовалась разных сортов, в том числе из школьных тетрадей в линейку.
В период депортации чеченского народа и упразднения ЧИАССР Ведено было одним из редких селений, название которого было сохранено. Однако постановлением Верховного Совета РСФСР от 7 июня 1944 года из бывшего Веденского района ЧИАССР был создан Веденский район Дагестанской АССР с центром в селе Ведено.
После возвращения чеченцев из депортации в 1957 году Веденский район был восстановлен в составе ЧИАССР.
Во время Первой чеченской войны был взят российскими войсками 3 июня 1995 года и контролировался ими до окончания первой кампании.
Во время Второй чеченской войны, 17 ноября 1999 года, под Ведено российские войска понесли первые крупные потери — разведывательная группа 31-й отдельной воздушно-десантной бригады потеряла 12 человек погибшими и ещё двое были взяты в плен. Ведено было вновь взято российскими войсками 11 января 2000 года.
В августе 2001 года в селе происходили боевые столкновения сепаратистов с регулярными российскими войсками, в ходе которых произошло нападение на военную комендатуру.
В марте 2006 года в окрестностях села вновь происходили бои, во время которых туда были направлены более 3000 сотрудников чеченской милиции и подразделений ОМОН, которым противостояли отряды Шамиля Басаева и Доку Умарова.

## Население
| 1939 | 1959  | 1970  | 1979  | 1989  | 1990  | 2002  | 2010  | 2021  |
| ---- | ----- | ----- | ----- | ----- | ----- | ----- | ----- | ----- |
| 1211 | ↗1606 | ↗2234 | ↗2282 | ↗2504 | ↗2540 | ↘1469 | ↗3186 | ↗4303 |

Национальный состав
По данным Всероссийской переписи населения 2010 года:
| Народ                     | Численность, чел. | Доля от всего населения, % |
| ------------------------- | ----------------- | -------------------------- |
| чеченцы                   | 2257              | 70,84 %                    |
| русские                   | 323               | 10,14 %                    |
| аварцы                    | 140               | 4,40 %                     |
| лезгины                   | 106               | 3,33 %                     |
| табасараны                | 58                | 1,83 %                     |
| кумыки                    | 54                | 1,69 %                     |
| другие                    | 234               | 7,34 %                     |
| не указали или отказались | 14                | 0,44 %                     |
| всего                     | 3186              | 100,00 %                   |

## Фауна
В 1999 году в районе, прилегающем к селу Ведено, российскими герпетологами был обнаружен подвид кавказской ящерицы, географически изолированный от остальных подвидов этого вида и получивший наименование по названию села — Darevskia caucasica vedenica (Darevsky & Roitberg, 1999).

## В литературе
- Александр Дюма в 1859 году в своём путевом очерке «Кавказ» несколько раз упоминает село Ведено[20].
- В повести Льва Толстого «Хаджи-Мурат» несколько событий связанных с героем рассказа происходят в селе Ведено[21].
- В повести Е. А. Вердеревского «Плен у Шамиля» в X главе события (в 1854—1855 г.) происходят в ауле Ведено.